# Серединний граф

Планарний граф (синій) та його серединний граф (червоний).

Серединний граф — граф, що подає суміжність ребер всередині граней даного планарного графа.

## Формальне визначення
Якщо дано зв'язний планарний граф {\displaystyle G}, його серединний граф {\displaystyle M(G)} містить:
- вершину для кожного ребра {\displaystyle G},
- ребро між двома вершинами для кожної грані {\displaystyle G} якщо на ній ребра графа {\displaystyle G} йдуть послідовно.

Серединний граф незв'язного графа є незв'язним об'єднанням серединних графів компонент зв'язності.

## Властивості

Обидва червоні графи є серединними графами синього графа, але вони не ізоморфні.

Оскільки серединний граф залежить від способу вкладення, серединний граф не єдиний у тому сенсі, що той самий планарний граф може мати кілька неізоморфних серединних графів. І навпаки, неізоморфні графи можуть мати той самий серединний граф. Зокрема, планарний граф та його двоїстий граф мають один серединний граф.
Серединні графи є 4-регулярними графами. При цьому будь-який 4-регулярний планарний граф є серединним графом деякого планарного графа. Для зв'язного 4-регулярного планарного графа {\displaystyle H} планарний граф {\displaystyle G}, для якого {\displaystyle H} є серединним, можна побудувати так: грані {\displaystyle G} розфарбовуються у два кольори (що можливо, оскільки {\displaystyle H} є ейлеровим, і оскільки двоїстий графу {\displaystyle H} є двочастковим); вершини в {\displaystyle G} відповідають граням одного кольору в {\displaystyle H}. Ці вершини з'єднані ребром для кожної спільної (для двох граней) вершини {\displaystyle H}. Зауважимо, що проробляючи цю побудову з гранями іншого кольору, отримаємо граф, двоїстий {\displaystyle G}.
Якщо два графи мають один серединний граф, вони двоїсті.

## Орієнтований серединний граф

Планарний граф (синій) та його орієнтований серединний граф (червоний). Орієнтацію введено так, щоб сірі грані (які містять вершини початкового графа) виявлялися зліва.

У серединний граф можна ввести орієнтацію: для цього серединний граф розмальовують у два кольори в залежності від того, чи містить грань серединного графа вершини початкового графа чи ні, а орієнтацію вводять так, щоб грані якогось з кольорів виявлялися зліва від ребер.
Планарний граф та його двоїстий мають різні орієнтовані серединні графи, які є оберненими один до одного.

## Многочлен Татта
Для планарного графа {\displaystyle G} подвоєне значення многочлена Татта в точці (3,3) дорівнює сумі за зваженими ейлеровими орієнтаціями у серединному графі {\displaystyle G}, де вага орієнтації дорівнює {\displaystyle 2^{s}} ({\displaystyle s} — число сідлових вершин орієнтації, тобто число вершин, у яких інцидентні дуги впорядковані за циклом «вхідна — вихідна — вхідна — вихідна»). Оскільки многочлен Татта є інваріантом при вкладеннях, результат показує, що для даного графа будь-який серединний граф має ту саму зважену суму ейлерових орієнтацій.
Скориставшись орієнтованим серединним графом, можна ефективно узагальнити результат обчислення многочлена Татта в точці (3,3). Для планарного графа {\displaystyle G}, помножене на {\displaystyle n} значення многочлена Татта у точці {\displaystyle (n+1,n+1)} дорівнює зваженій сумі всіх розфарбувань дуг в {\displaystyle n} кольорів в орієнтованому серединному графі {\displaystyle G}, так що кожна (можливо порожня) множина дуг одного кольору утворює орієнтований ейлерів граф, де вага ейлерової орієнтації дорівнює {\displaystyle 2^{s}} ({\displaystyle s} — кількість одноколірних вершин, тобто вершин, всі чотири ребра, інцидентні якій, мають один колір).